# Daniela Mercury (album)
 (octobre 2017).
Si vous disposez d'ouvrages ou d'articles de référence ou si vous connaissez des sites web de qualité traitant du thème abordé ici, merci de compléter l'article en donnant les références utiles à sa vérifiabilité et en les liant à la section « Notes et références ».
Albums de Daniela Mercury
O Canto da Cidade
(1992)
Singles
1. Swing da Cor
Sortie : 1992
2. Menino do Pelô
Sortie : 1992

Daniela Mercury (également connu sous le nom de Swing da cor) est le titre, éponyme, du premier album solo de l'auteur-compositrice, chanteuse et productrice brésilienne Daniela Mercury, sorti au Brésil en 1991 par le label indépendant Eldorado.
Les chansons Swing da cor et Menino do Pelô, toutes deux enregistrées avec le groupe Olodum, sont sorties en tant que singles et sont devenues des succès majeurs au Brésil.
Eldorado réédite l'album sous le nom Swing da cor en 1997 et sous son titre original en 2006.
L'album Daniela Mercury est certifié disque d'or au Brésil et s'est vendu à plus de 350 000 exemplaires [réf. nécessaire].

## Liste des titres
| 1.    | Swing da cor (avec la participation d'Olodum)   | Luciano Gomes                  | 3:39 |
| 2.    | Ninguém atura                                   | Roberto Mendes                 | 3:24 |
| 3.    | Milagres                                        | Herbert Vianna                 | 3:18 |
| 4.    | Todo canto alegre                               | Carlinhos Brown                | 3:22 |
| 5.    | Geléia geral                                    | Gilberto Gil, Torquato Neto    | 3:50 |
| 6.    | Menino do pelô (avec la participation d'Olodum) | Saul Barbosa, Gerônimo         | 3:38 |
| 7.    | Todo reggae                                     | Rey Zulu, Cabral               | 3:36 |
| 8.    | Vida ê                                          | Durval Lelys, Daniela Mercury  | 3:22 |
| 9.    | Tudo de novo                                    | Marinho Assis, Daniela Mercury | 3:39 |
| 10.   | Doce esperança                                  | Mendes, J. Velloso             | 3:50 |
| 11.   | Maravilhê                                       | Dito Régis                     | 2:49 |
| 38:29 |                                                 |                                |      |

## Crédits
| - Daniela Mercury : chant - Roberto Patiño, Vania Mercury : chant (additionnel) - Ramon Cruz : batterie, percussions, cymbales, chant - Júlio Moreno : guitare acoustique, guitare - Roberto Mendes : guitare acoustique - Cesário Leony : basse - Toni Augusto : guitare - André Santana, Pedro Giorlandini, Luiz Assis : claviers - Neguinho Do Samba, Beto Resende, Olodum, Théo Oliveira : percussions - Rowney Scott : saxophone - Guimo : cymbales - Ramiro Mussoto : pandeiro, berimbau, sampler, effets | - Production : Daniela Mercury, Wesley Rangel - Producteur délégué : Jorginho Sampaio - Mixage : Wesley Rangel - Arrangements, programmation : Ramiro Mussoto - Arrangements : Pedro Giorlandini, Neguinho Do Samba, Carlinhos Brown (idée) - Programmation : André Santana, Luiz Assis - Programmation (batterie) : Ramon Cruz - Enregistrement : Valter Rodrigues - A&R : Robert Soares |